# 持続化給付金詐欺
持続化給付金詐欺（じぞくかきゅうふきんさぎ）は、2020年（令和2年）を中心に新型コロナウイルスの経済対策の一環として支給された持続化給付金の不正受給を目的として、日本全国で多数発生した詐欺事件。現役の税務署職員やアルバイト感覚で加担した大学生なども逮捕され社会問題化した。

## 時系列
- 2020年（令和2年）9月28日 - 兵庫県警察は西宮市職員2人を詐欺容疑で逮捕（その後職員1人は懲役1年6か月の判決）。
- 2020年（令和2年）10月20日 - 同志社大学の学生ら2人が詐欺容疑で逮捕された（同志社大学生持続化給付金詐取事件）[1]。
- 2020年（令和2年）10月30日 - 経済産業省は、10月29日までに持続化給付金の返還の申し出が6028件、金額で計7億9200万円あったと発表した[2]。

- 2020年（令和2年）11月 - 沖縄タイムス記者が那覇署に出頭し、沖縄県警察が逮捕。
- 2020年（令和2年）12月2日 - 給付金200万円を騙し取ったとして国立印刷局の職員2人が警視庁に逮捕され、その後さらに2人を追加で書類送検した。警視庁は、職員の内1人が同僚らに不正受給の方法を指南し報酬を受け取ったとみている[3][4]。
- 2020年（令和2年）12月 - 愛知県警察は東京国税局甲府税務署の職員男性を詐欺の疑いで逮捕。
- 2021年（令和3年）1月7日 - 沖縄県警察は50代の男性税理士を詐欺の疑いで逮捕（その後家族も逮捕）。
- 2021年（令和3年）1月 - 慶應義塾大学野球部所属の学生が不正受給に関与していたとして逮捕された[5][6]。
- 2021年（令和3年）1月21日 - 3億円の給付金をだまし取ったとして、首謀者の栃木県の男（23歳）を逮捕。個人事業主を装わせた300人に対し、数万円の報酬を支払っていたとみられる。
- 2021年（令和3年）2月 - 日本中央競馬会の栗東トレーニングセンターと美浦トレーニングセンターで勤務する調教師と厩務員ら100人以上が、持続化給付金を不正受給していたことが判明した[7]。
- 2021年（令和3年）6月 - 給付金事務を取り扱う当の経済産業省の若手官僚2人が不正受給に関与していたとして逮捕された[8][9][10]。
- 2022年（令和4年）5月及び6月 - 家族4人で犯行グループを形成し、持続化給付金総額10億円あまりを騙し取った疑いで逮捕[11]。
- 2022年（令和4年）6月 - 現役の鶴見税務署職員ら現・元東京国税局職員2人を含む7～10人前後の中核グループが、持続化給付金総額2億円あまりを騙し取った疑いで逮捕[12]。
- 2023年（令和5年）9月27日 - 東京地検特捜部は衆議院議員の秋本真利を持続化給付金200万円をだまし取ったとする詐欺と、別の汚職事件に絡む受託収賄の罪で起訴[13]。
- 2025年（令和7年）4月25日 - 名古屋地方検察庁は日本司法書士会連合会の前副会長を詐欺と有印私文書偽造・同行使の罪で在宅起訴[14]。

## その他
- 2021年1月に放送されたテレビドラマ相棒19の12話「欺し合い」では、当事件が題材として扱われた。